# Gunnar Jaeger
Gunnar Jaeger (* 27. April 1970 in Gummersbach) ist ein ehemaliger deutscher Handballspieler.

## Werdegang
Jaeger entstammt der Nachwuchsarbeit des VfL Gummersbach, er spielte ab 1987 in der Bundesliga-Mannschaft. 1988 und 1991 gewann er mit dem VfL die deutsche Meisterschaft.
1998 wechselte der 1,92 Meter große, als Linksaußen eingesetzte Jaeger, der 25 Jugend- und 2 A-Länderspiele für Deutschland bestritt, zur HSG Dutenhofen/Münchholzhausen, mit der er ebenfalls in der Bundesliga antrat. 1999 ging er zum VfL Gummersbach zurück. Ab 2002 spielte er beim TuS Derschlag in der Verbandsliga. Der beruflich als Wirtschaftsingenieur tätige Jaeger brachte sich unter anderem als Talentspäher in die Nachwuchsarbeit des VfL Gummersbach ein.
Seine Zwillingssöhne Max Jaeger und Felix Jaeger wurden ebenfalls Leistungshandballspieler.